# Кузьменко, Николай Иванович (украинский политик)
Николай Иванович Кузьменков (род. 10 июля 1944) — советский украинский советский функционер; председатель колхоза имени Октябрьской революции Красногвардейского района.

## Биография
Кузьменко Николай родился 10 июля 1944 года в селе Красногвардейское, Крымская область, в семье служащего; женат.
Образование: Крымский сельскохозяйственный институт.
Народный депутат Украины 12 созыва. с 03.1990 (2-й тур) до 04.1994, Красногвардейский избирательный округ № 253, Респ. Крым. Член Комиссии по вопросам АПК. Группы "Аграрники", «Земля и воля».
- С 1960 — рабочий, водитель, инструктор-методист по физкультуре и спорту, секретарь комсомольской организации, Крым. с.-г. исследовательская станция.
- С 1968 — гол. исполкома, Клепинский сельсовет.
- С 1972 — гол. исполкома, Ровенский сельсовет.
- С 1975 — секретарь парткома, совхоз «Большевик».
- С 1976 — заместитель главный секретарь парткома колхоза «Ленинец».
- С 1982 — инструктор орготдела, Красногвардейский райкома КПУ.
- С 1983 — голова колхоза им. Октябрьской революции Красногвардейского района.

Член КПСС (1970-1991).

## Награды
Орден «Знак Почета». Орден «За заслуги» ІІІ степени (08.1997).